# رابرت بریسکمن
رابرت بریسکمن (انگلیسی: Robert Briskman; ۱۵ اکتبر ۱۹۳۲ – ) کارآفرین اهل ایالات متحده آمریکا است، که در سال ۲۰۰۸ شرکت سیریوس اکس‌ام را تأسیس کرد.